# Стів Бітон
Стів Бітон (англ. Steve Beaton, нар. 5 квітня 1964)  — англійський професійний гравець в дартс, чемпіон світу (BDO) з дартсу 1996 року.

## Життєпис
Бітон вперше брав участь в чемпіонаті світу BDO в 1992 році. На початку 2002 року він перейшов в PDC. У 2009 році Стів Бітон дійшов до фіналу чемпіонату Європи з дартсу (PDC), де його з рахунком 11-3 переміг інший англійський гравець Філ Тейлор.